# Grădina Icoanei

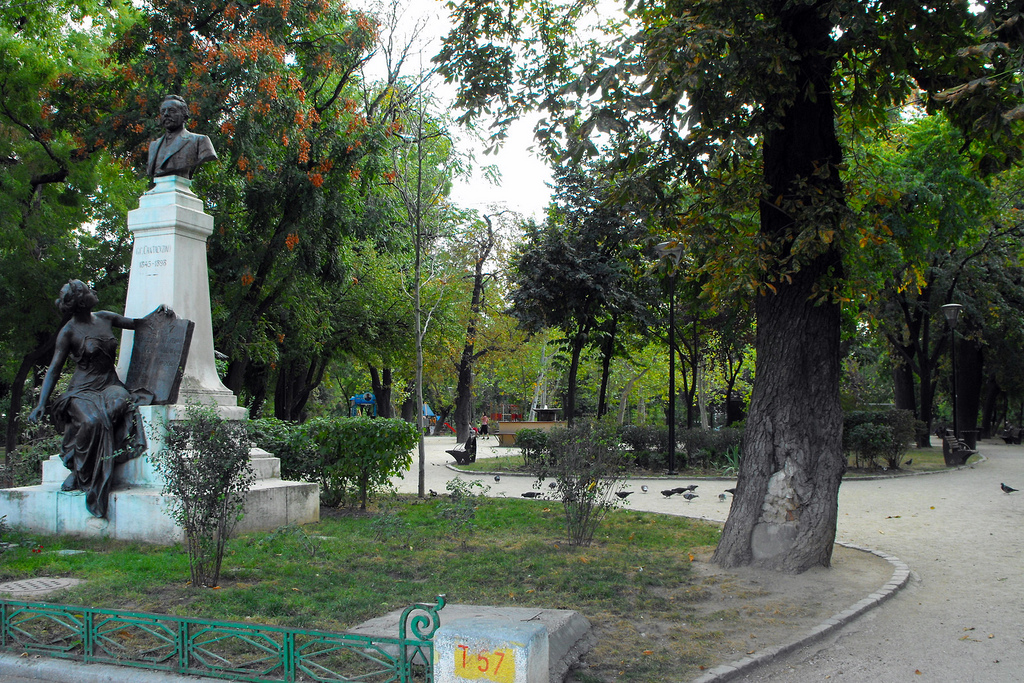
Intrare în parcul Grădina Icoanei. Monumentul lui G. C. Cantacuzino este amplasat la această intrare. Pana pe care personajul feminin o ținea în mâna dreaptă, în 1904, la inaugurarea monumentului, a dispărut între timp.

Grădina Icoanei este un parc din București, inaugurat în 1873.
În secolul al XVIII-lea, pe locul actualului parc se afla o baltă, care se numea "a Bulindroiului", iar de la jumătatea secolului al XVIII-lea, era cunoscută ca "Balta de la Icoana".
Din această baltă, izvora un pârâu denumit "Bucureștioara" sau "Bucureștianca". Între 1832 și 1846 s-a lucrat la astuparea pârâului, iar în 1870 a fost asanată și balta.
În 1872,  Primăria a încheiat un contract cu Anton Westelly pentru amenajarea unei grădini pe "Maidanul Icoanei", parc inaugurat în 1873.
Grădina Icoanei este înscrisă în lista monumentelor istorice din sectorul 2, la adresa Piața Cantacuzino Gh. f.n. sector 2 (delimitată de str. pictor Arthur Verona - str. D.A. Xenopol - str. dr. Dimitrie Gerota), cu cod LMI B-II-a-B-18301.
La intrarea în parc se găsește Monumentul lui G. C. Cantacuzino, om politic liberal, fost ministru de finanțe și director al ziarului Voința Națională, realizat de sculptorul Ernest Henri Dubois (1863 – 1931) în 1904, înscris în lista monumentelor istorice din sectorul 2 cu codul B-III-m-B-19968.